# تیمئا باچینسکی
تیمئا باچینسکی (مجاری: Timea Bacsinszky؛ زادهٔ ۸ ژوئن ۱۹۸۹) یک تنیس‌باز اهل سوئیس است.